# مراقبت والدین

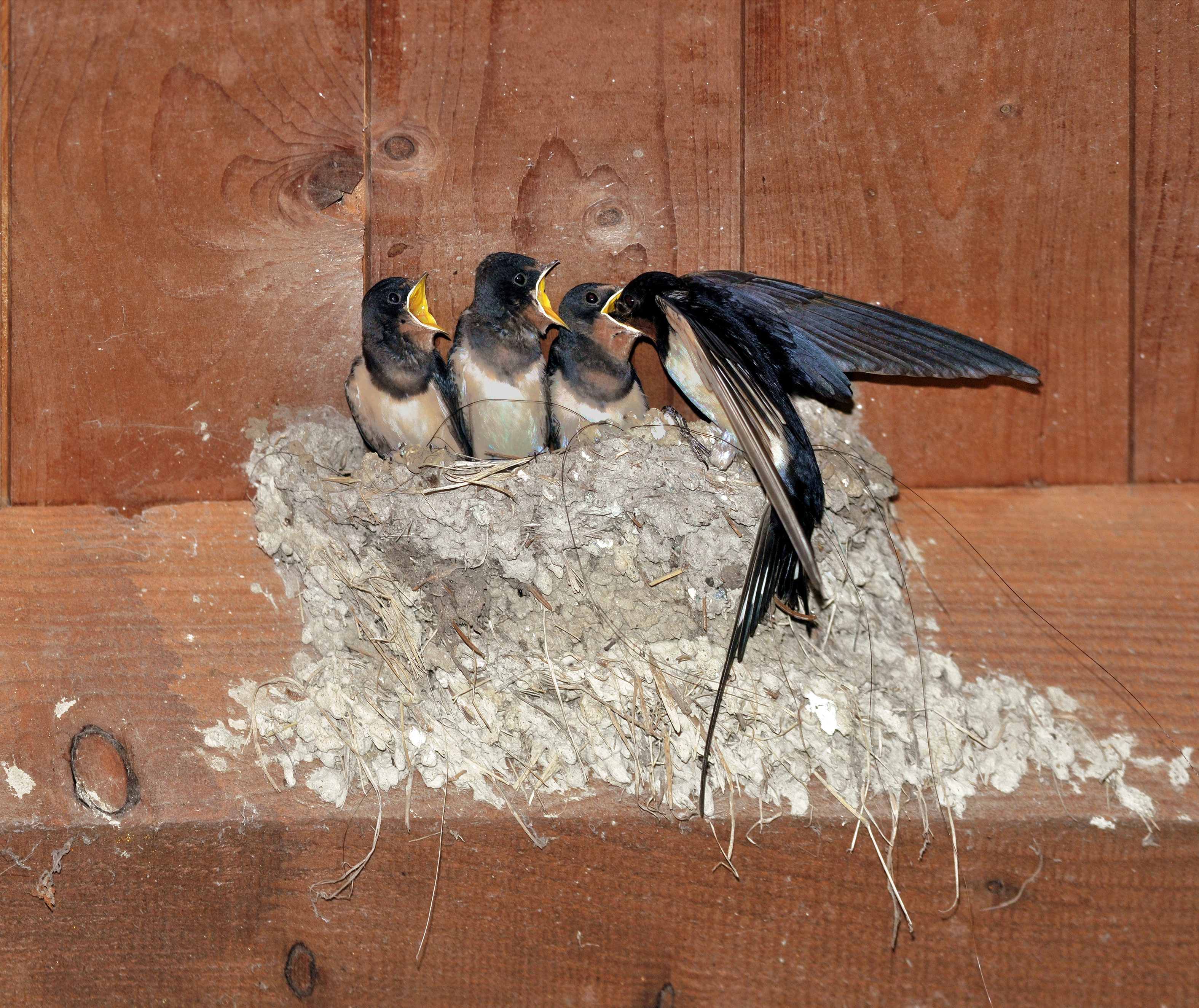
پرستوی خانگی والد تغذیه فرزندانش را در لانه انجام می‌دهد

مراقبت والدین (انگلیسی: Parental care) یک استراتژی رفتاری و تکاملی است که توسط برخی حیوانات اتخاذ می‌شود و شامل سرمایه‌گذاری والدین (زیست‌شناسی) برای برازش (سازگاری) فرزندان است. الگوهای مراقبت از والدین در سراسر قلمرو حیوانات گسترده و بسیار متنوع است.